# Anat Cohen

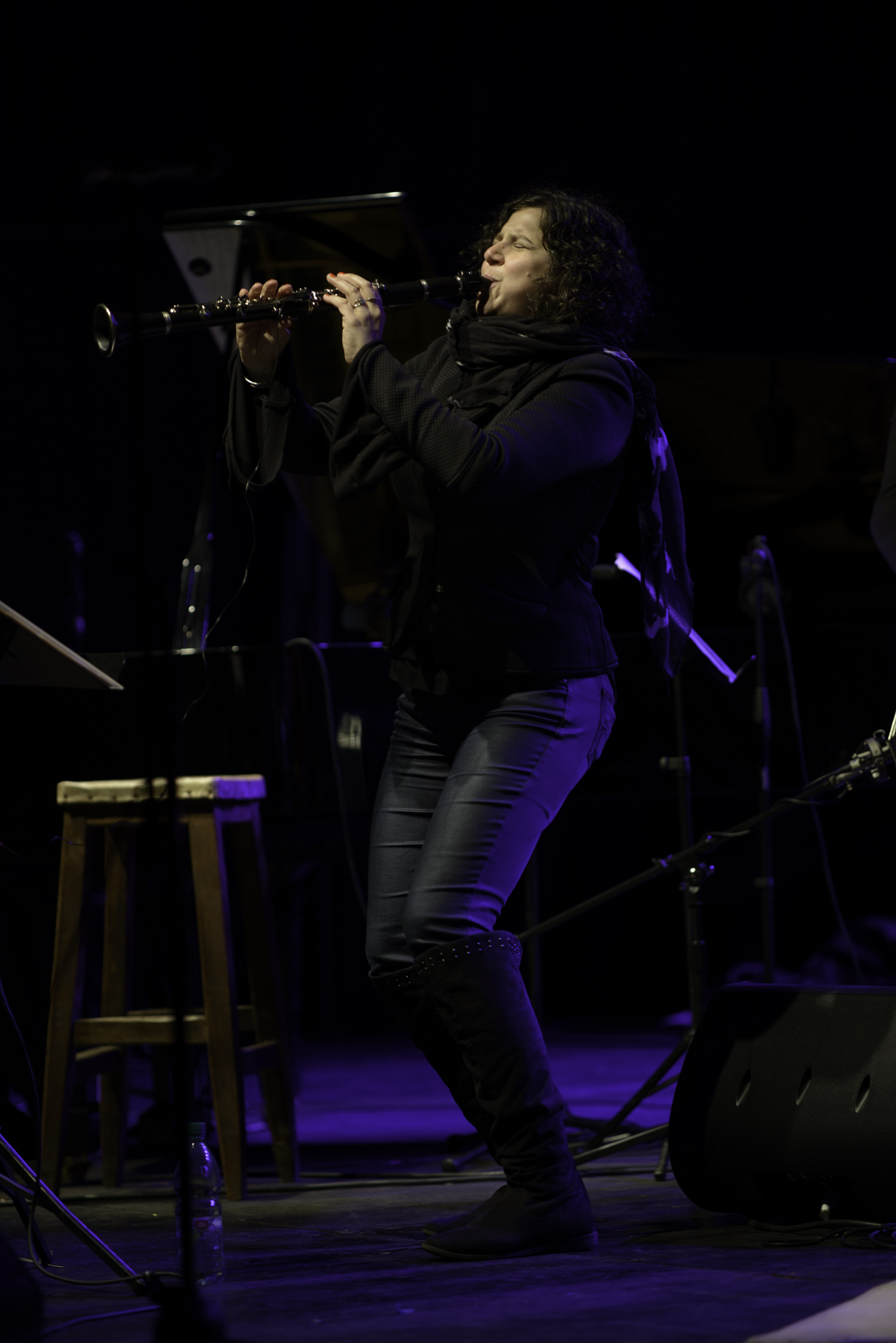

Anat Cohen (Tel-Aviv, 1975. október 31. –) izraeli dzsesszzenész, klarinétos, szaxofonos, zenekarvezető.

## Pályakép
Anat Cohen nem csupán a sötét fafúvós tónusok és elbűvölő líraisága miatt lenyűgöző, hanem a dinamizmus miatt is, amellyel együttesét irányítja.
Zenészcsaládban született Tel-Avivban. A trombitás Avishai Cohen és a szaxofonos Yuval Cohen testvére. Katonakorában a légierő zenekarában volt tenorszaxofonos. 1999-ben New Yorkba ment, ahol a Berklee College of Musicon diplomázott.
A klasszikus Dzsessz-sztenderd, az afro-cuban, a brazil zene, a klezmer egyként a zenei világának része. 
Cohent 2006. óta többször is a Down Beat kritikusainak szavazásán a vezető fiatal klarinétosok közé választották − legutóbb 2011-ben – és 2012. óta minden évben a lgjobb klarinétosok közé választották; 2010. óta minden évben vezeti a magazin olvasói szavazását, a Jazz Journalists Association 2013-tól pedig minden évben az év klarinétosának választotta. 2007-ben egy hétre felvették a Village Vanguardba. 
22019, végén a „Triple Helix” című albumát a 2020-as Grammy-díjra jelölték.

## Albumok
- Place & Time (2005)
- Poetica (2007)
- Notes From the Village (2008)
- Clarinetwork: Live at the Village Vanguard (2010)
- Claroscuro (2012)
- Luminosa (2015)
- Anat Cohen Tentet: Triple Helix (2019)
- Anat Cohen & Marcello Gonçalves: Reconvexo (2021)
- 3 Cohens & WDR Big Band: Interaction (2025)

## Díjak
- 2017: Grammy-díj jelölt.
- 2007-ben elnyerte a Jazz Újságírók Szövetsége díjait:  „Up and Coming Artist” és az „Év klarinétosa”.
- 2008 és 2018 között minden évben az „Év Klarinétosa”; 2012, 2013, 2015, 2017: „Multi-Reedist”.